# توپولوژی ترتیبی
در ریاضیات، توپولوژی ترتیبی (به انگلیسی: Order Topology) نوع خاصی از فضای توپولوژی است که روی مجموعه مرتب کلی دلخواه تعریف می شود. این نوع فضاها تعمیمی از توپولوژی اعداد صحیح به مجموعه های دلخواه مرتب کلی می باشد.
اگر {\displaystyle X} یک مجموعه کاملاً مرتب باشد، توپولوژی ترتیبی روی {\displaystyle X} توسط زیرپایه "اشعه‌های باز" تولید می گردد (برای هر {\displaystyle a,b\in X}):
{\displaystyle \{x\mid a<x\}}
{\displaystyle \{x\mid x<b\}}
با فرض این که {\displaystyle X} حداقل دو عضو داشته باشد، تعریف فوق را می توان به صورت بازه ها نمایش داد:
{\displaystyle (a,b)=\{x\mid a<x<b\}}
زیرپایه بالا تشکیل یک پایه می دهد. مجموعه های باز {\displaystyle X}، مجموعه هایی هستند که به صورت اجتماعی (بر اساس تعریف پایه، اجتماع روی تعداد دلخواهی از اعضای پایه ممکن است گرفته شود) از چنین بازه ها و شعاع هایی تعریف می گردد.
یک فضای توپولوژیکی {\displaystyle X} را ترتیب‌پذیر گویند اگر ترتیبی کلی روی عناصرش چنان موجود باشد که توپولوژی القایی توسط آن ترتیب برابر با توپولوژی خود فضا گردد. توپولوژی ترتیبی، {\displaystyle X} را تبدیل به فضای کاملاً هاسدورف نرمال می کند.
توپولوژی های استاندارد روی {\displaystyle \mathbb {R} ,\mathbb {Q} ,\mathbb {Z} ,\mathbb {N} }، توپولوژی های ترتیبی اند.